# Hrastovec Toplički
Hrastovec Toplički is een plaats in de gemeente Varaždinske Toplice in de Kroatische provincie Varaždin. De plaats telt 207 inwoners (2001).